# Lezant
Lezant är en ort och civil parish i Storbritannien.   Den ligger i grevskapet Cornwall och riksdelen England, i den södra delen av landet, 300 km väster om huvudstaden London. Lezant ligger 93 meter över havet och antalet invånare är 765.
Terrängen runt Lezant är platt åt nordväst, men åt sydost är den kuperad. Runt Lezant är det ganska glesbefolkat, med 43 invånare per kvadratkilometer. Närmaste större samhälle är Launceston, 5,5 km norr om Lezant. Trakten runt Lezant består i huvudsak av gräsmarker.